# Nescicroa nigrofasciata
Nescicroa nigrofasciata är en insektsart som först beskrevs av Haan 1842.  Nescicroa nigrofasciata ingår i släktet Nescicroa och familjen Diapheromeridae. Inga underarter finns listade i Catalogue of Life.